# VIK Västerås Hockey Klubb Ungdom

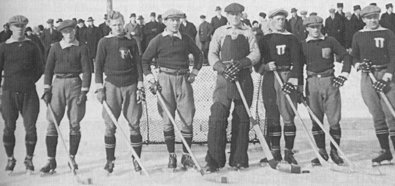
VSK ishockey 1924, som här debuterat på Herrgärdsplanen genom att spela 3–3 mot IFK Stockholm den 16 mars 1924 inför 800 åskådare. Stående från vänster: Melker Linderström, Hilding "Hille" Johansson, Manne Johansson, Bertil Reuter, Folke Johansson, Georg "Lolle" Jonsson, Artur Thunell och Hjalmar Bergkvist.

VIK Västerås Hockey Klubb Ungdom är en nygammal ishockeyförening med rötter i Västerås IK, Västerås HC och Västerås SK. Vid årsmötet 2005 för Västerås IK Ungdom och Västerås HC flyttades samtliga ungdomslagen till Västerås HC som samtidigt bytte namn till VIK Västerås Hockey Klubb Ungdom samtidigt som VIK Ungdom blev VIK Västerås Hockey Klubb.  

## Historia
Västerås Sportklubb bildades den 29 januari 1904. Ishockeysektionen inom VSK startade 1924. VSK var den första klubb utanför storstäderna som tog upp ishockeyn på programmet. När VSK startade var det bara 10-talet klubbar som spelade. VSK har tre säsonger i den högsta serien i ishockey bakom sig. Man har dessutom två SM-finaler. Nämligen 1925 mot Södertälje SK (förlust 2–3) och 1926 mot Djurgårdens IF (förlust 1–7). 
Efter säsongen 1975/1976, den 22 april 1976, döptes VSK Hockey om till Västerås HC, som år 2005 fick det nuvarande namnet, VIK Västerås Hockey Klubb Ungdom.
Säsongen 2007/2008 hade klubben ett A-lag i div 2 V:a B, damlag i div 1 Region Öst samt kälkhockey-, junior- och ungdomslag. Säsongen 2009/2010 spelar VIK Västerås Hockey Klubb Ungdom:s A-damlag i Riksserien, se Riksserien 2009/2010.

### Fotnoter
1. ↑  Peter Eriksson. ”Ishockey”. VSK Forum. http://www.vskforum.com/vsk.nu/historia.html#Ishockey.